# Børnenes Jul for klaver
Børnenes Jul for klaver (Deens voor Kinderkerst voor piano) is een compositie van Niels Gade. Het zijn eenvoudige kerstliedjes. De liedjes waren in de dagen van Gade mateloos populair en werden tot aan Japan uitgegeven. Daarna verdwenen ze in de la.
De liedjes zijn:
1. Jule-klokkerne (andantino con moto) in F majeur
2. Juletraeet
  1. Indgangsmarsch (con moto) in A majeur
  2. Drengenes runddands (allegro vivace) in a mineur
  3. Smaa pigernes dans (allegro grazioso) in E majeur
3. Godnat! (allegretto) in F majeur.

De verzameling kan al naargelang de behoefte aangevuld worden met het lied Barn Jesus i en krybbe la op tekst van Hans Christian Andersen. Dat lied wordt dan meestal uitgevoerd in de combinatie zangstem, en piano. Van het lied bestaat echter ook een versie voor gemengd koor, dat bij Deense koren geliefd is gezien uitvoeringen op Harmonia Mundi (Theatre of Voices met Paul Hillier), Naxos en Chandos (gegevens 2013).

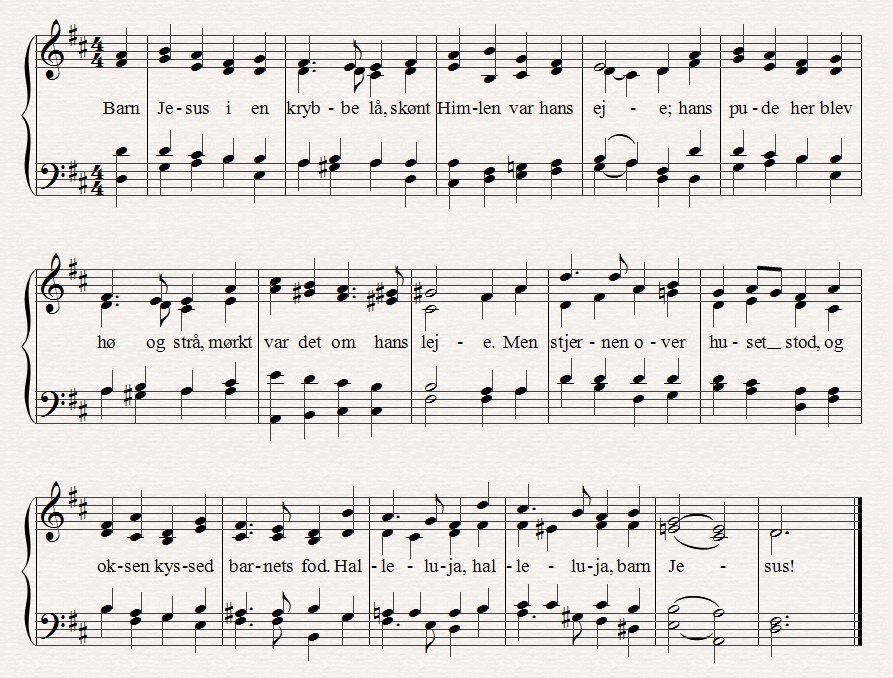
Barn Jesus